# Cibiyuk
Cibiyuk is een bestuurslaag in het regentschap Pemalang van de provincie Midden-Java, Indonesië. Cibiyuk telt 3083 inwoners (volkstelling 2010).